# Kelešinka
Kelešinka falu Horvátországban, Eszék-Baranya megyében. Közigazgatásilag Pogorácshoz tartozik.

## Fekvése
Eszéktől légvonalban 39, közúton 45 km-re délnyugatra, községközpontjától 4 km-re északnyugatra, Szlavónia középső részén, a Krndija-hegység északi lejtői alatt, a Szlavóniai-síkság szélén, a Diakovárról Nekcsére menő főúttól északra fekszik.

## Története
A település a 19. század elején mezőgazdasági majorként keletkezett „Marienfeld puszta” néven Stepánfalva északi határrészén, a pogorácsi uradalom területén. Lakói többségben Dél-Magyarországról érkezett magyar családok voltak, akik a környező földeket művelték meg. A településnek 1857-ben 14, 1910-ben 154 lakosa volt. Verőce vármegye Nekcsei járásának része volt. Az 1910-es népszámlálás adatai szerint lakosságának 84%-a magyar, 10%-a horvát, 5%-a szlovák anyanyelvű volt. Az első világháború után 1918-ban az új szerb-horvát-szlovén állam, majd később (1929-ben) Jugoszlávia része lett. A falu 1991-től a független Horvátországhoz tartozik. 1991-ben lakosságának 89%-a horvát nemzetiségű volt. 2011-ben a falunak 57 lakosa volt.

## Lakossága
| Lakosság változása | Lakosság változása | Lakosság változása | Lakosság változása | Lakosság változása | Lakosság változása | Lakosság változása | Lakosság változása | Lakosság változása | Lakosság változása | Lakosság változása | Lakosság változása | Lakosság változása | Lakosság változása | Lakosság változása | Lakosság változása |
| ------------------ | ------------------ | ------------------ | ------------------ | ------------------ | ------------------ | ------------------ | ------------------ | ------------------ | ------------------ | ------------------ | ------------------ | ------------------ | ------------------ | ------------------ | ------------------ |
| 1857               | 1869               | 1880               | 1890               | 1900               | 1910               | 1921               | 1931               | 1948               | 1953               | 1961               | 1971               | 1981               | 1991               | 2001               | 2011               |
| 14                 | 0                  | 33                 | 102                | 89                 | 154                | 69                 | 47                 | 184                | 201                | 188                | 134                | 85                 | 83                 | 67                 | 57                 |

(1931-ig településrészként, 1948-tól önálló településként.)